# Población mundial

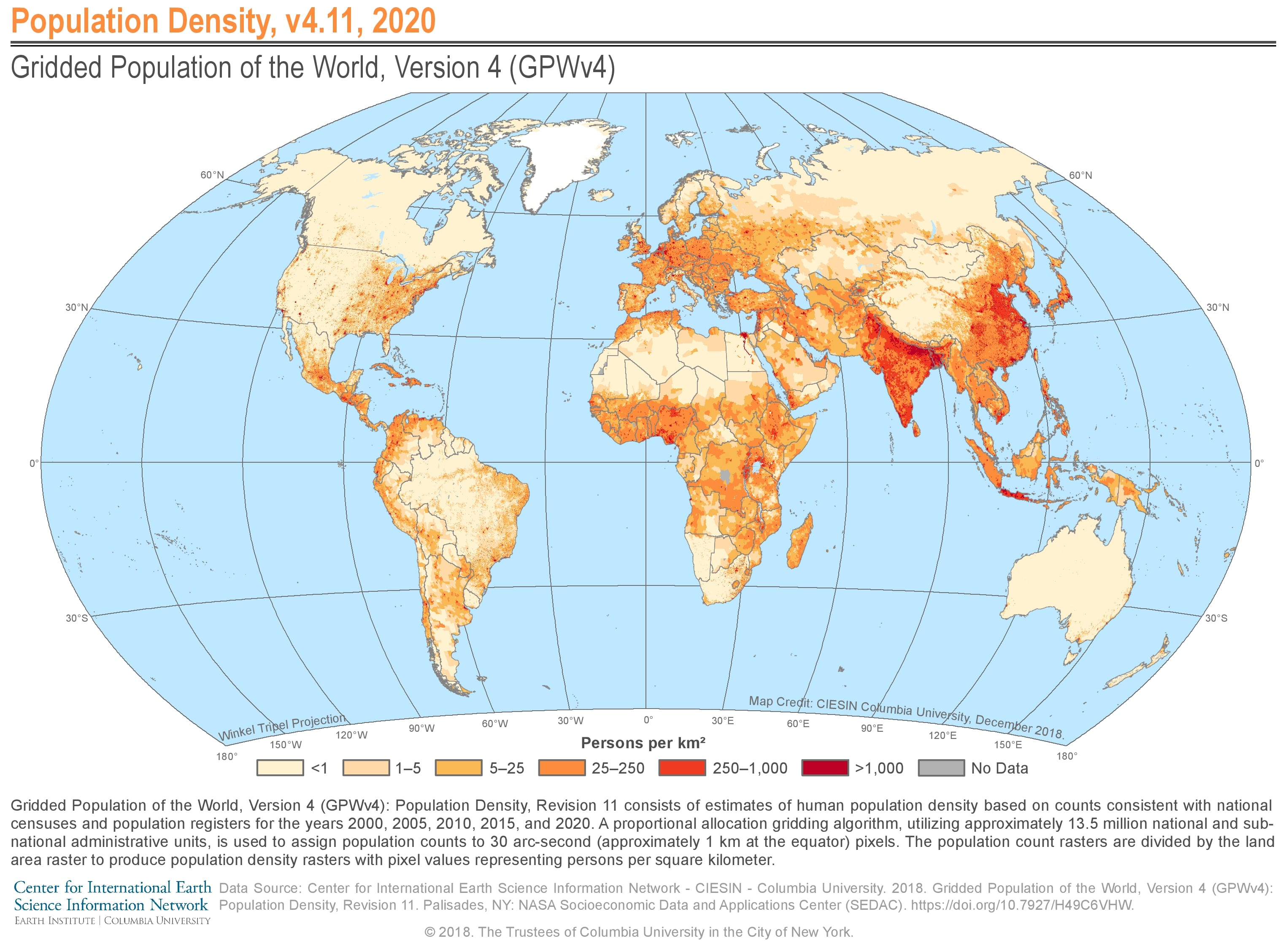
Mapa de densidad de población humana mundial en 2020 cuando el valor absoluto de la misma era de unos 7800 millones de personas. Se observan altas densidades en la llanura Indo-Gangética, la llanura del Norte de China, la depresión de Sichuan, el delta del Nilo, el sur de Japón, Europa occidental, la isla de Java, el corredor Boston-Washington y el Valle de Anáhuac en México.

La población humana mundial es el número total de personas que viven en todo el mundo en un momento específico. Está determinada por los nacimientos y los fallecimientos de los individuos, así como por su esperanza de vida.
La población mundial ha pasado de los casi mil millones de habitantes que había en 1800 a los más de 6000 millones en el año 2000. El 30 de octubre de 2011 se alcanzaron los 7000 millones (7 millardos). En noviembre de 2022 la población mundial alcanzó los 8000 millones de habitantes según Our World in Data.

## Población

### Población actual
Estimaciones para 2024 del CIA World Factbook:
Total: 8 057 236 243 
Hombres: 4 046 854 454 
Mujeres: 4 010 381 789 

## Población por continente

### Población actual
| Continente | Población (estimación 2024)  | País más poblado (proyección 2024) | Ciudad más poblada (estimación 2020) |
| ---------- | ---------------------------- | ---------------------------------- | ------------------------------------ |
| Asia       | 4 785 060 131                | India (1 441 719 800)              | Tokio (37 400 000)                   |
| África     | 1 494 993 923                | Nigeria (229 152 220)              | El Cairo (21 323 000).               |
| América    | 1 051 020 865                | Estados Unidos (341 814 430)       | Ciudad de México (23 077 000)        |
| Europa     | 741 651 866                  | Rusia (143 957 090)                | Moscú (18 940 000)                   |
| Oceanía    | 46 109 212                   | Australia (26 699 488)             | Sídney (6 550 000)                   |
| Antártida  | 4 490 (no permanente, varía) | N.D.                               | N.D.                                 |

## Estructura por edades 2024

Pirámide de población del mundo en agrupaciones continentales en 2023

| Edad         | Hombres     | Mujeres     | Fuente |
| ------------ | ----------- | ----------- | ------ |
| 100- años    | 140 492     | 581 583     | [ 13 ] |
| 95 - 99 años | 1 267 671   | 3 670 143   | [ 13 ] |
| 90 - 94 años | 6 194 605   | 13 367 927  | [ 13 ] |
| 85 - 89 años | 18 233 518  | 31 250 902  | [ 13 ] |
| 80 - 84 años | 37 059 021  | 53 040 058  | [ 13 ] |
| 75 - 79 años | 65 167 882  | 83 250 699  | [ 13 ] |
| 70 - 74 años | 103 634 496 | 123 946 958 | [ 13 ] |
| 65 - 69 años | 137 638 922 | 154 453 307 | [ 13 ] |
| 60 - 64 años | 169 948 906 | 181 210 275 | [ 13 ] |
| 55 - 59 años | 207 127 190 | 212 733 178 | [ 13 ] |
| 50 - 54 años | 232 210 846 | 232 586 284 | [ 13 ] |
| 45 - 49 años | 240 114 725 | 236 673 086 | [ 13 ] |
| 40 - 44 años | 269 993 781 | 262 996 284 | [ 13 ] |
| 35 - 39 años | 298 612 034 | 288 227 513 | [ 13 ] |
| 30 - 34 años | 306 528 586 | 292 398 875 | [ 13 ] |
| 25 - 29 años | 304 860 341 | 287 526 797 | [ 13 ] |
| 20 - 24 años | 315 291 946 | 296 232 075 | [ 13 ] |
| 15 - 19 años | 332 007 571 | 311 182 871 | [ 13 ] |
| 10 - 14 años | 348 796 469 | 327 064 116 | [ 13 ] |
| 5 - 9 años   | 349 534 148 | 329 407 713 | [ 13 ] |
| 0 - 4 años   | 334 801 671 | 317 870 545 | [ 13 ] |

## Proyecciones de población por continente según Naciones Unidas
| Región                             | 2022 | (porcentaje) | 2030 | (porcentaje) | 2050 | (porcentaje) |
| ---------------------------------- | ---- | ------------ | ---- | ------------ | ---- | ------------ |
| África Subsahariana                | 1152 | (14.51 %)    | 1401 | (16.46 %)    | 2094 | (21.62 %)    |
| África del Norte y Asia occidental | 549  | (6.91 %)     | 617  | (7.25 %)     | 771  | (7.96 %)     |
| Asia Central y Sur de Asia         | 2075 | (26.13 %)    | 2248 | (26.41 %)    | 2575 | (26.58 %)    |
| Asia Oriental y Sudeste de Asia    | 2342 | (29.49 %)    | 2372 | (27.87 %)    | 2317 | (23.92 %)    |
| Europa, EE. UU. y Canadá           | 1120 | (14.10 %)    | 1129 | (13.26 %)    | 1125 | (11.61 %)    |
| América Latina y el Caribe         | 658  | (8.29 %)     | 695  | (8.17 %)     | 749  | (7.73 %)     |
| Australia/Nueva Zelanda            | 31   | (0.39 %)     | 34   | (0.40 %)     | 38   | (0.39 %)     |
| Oceanía                            | 14   | (0.18 %)     | 15   | (0.18 %)     | 20   | (0.21 %)     |
| Mundo                              | 7942 |              | 8512 |              | 9687 |              |

## Países y territorios dependientes por población 2024
| Puesto | País o territorio dependiente        | Población (proyección 2024) |
| ------ | ------------------------------------ | --------------------------- |
| 1.º    | India                                | 1 450 935 779               |
| 2.º    | China                                | 1 419 321 279               |
| 3.º    | Estados Unidos                       | 345 426 567                 |
| 4.º    | Indonesia                            | 283 487 932                 |
| 5.º    | Pakistán                             | 251 269 158                 |
| 6.º    | Nigeria                              | 232 679 482                 |
| 7.º    | Brasil                               | 211 998 564                 |
| 8.º    | Bangladés                            | 173 562 367                 |
| 9.º    | Rusia                                | 144 820 423                 |
| 10.º   | Etiopía                              | 132 059 770                 |
| 11.º   | México                               | 130 860 999                 |
| 12.º   | Japón                                | 123 753 042                 |
| 13.º   | Egipto                               | 116 538 256                 |
| 14.º   | Filipinas                            | 115 843 663                 |
| 15.º   | República Democrática del Congo      | 109 276 265                 |
| 16.º   | Vietnam                              | 100 987 686                 |
| 17.º   | Irán                                 | 91 567 737                  |
| 18.º   | Turquía                              | 87 473 800                  |
| 19.º   | Alemania                             | 84 552 236                  |
| 20.º   | Tailandia                            | 71 668 010                  |
| 21.º   | Reino Unido                          | 69 138 185                  |
| 22.º   | Tanzania                             | 68 560 162                  |
| 23.º   | Francia                              | 66 548 532                  |
| 24.º   | Sudáfrica                            | 64 007 186                  |
| 25.º   | Italia                               | 59 342 870                  |
| 26.º   | Kenia                                | 56 432 945                  |
| 27.º   | Myanmar                              | 54 500 087                  |
| 28.º   | Colombia                             | 52 886 360                  |
| 29.º   | Corea del Sur                        | 51 717 587                  |
| 30.º   | Sudán                                | 50 448 962                  |
| 31.º   | Uganda                               | 50 015 089                  |
| 32.º   | España                               | 47 910 532                  |
| 33.º   | Argelia                              | 46 814 301                  |
| 34.º   | Irak                                 | 46 042 015                  |
| 35.º   | Argentina                            | 45 696 154                  |
| 36.º   | Afganistán                           | 42 647 502                  |
| 37.º   | Yemen                                | 40 583 174                  |
| 38.º   | Canadá                               | 39 742 428                  |
| 39.º   | Polonia                              | 38 539 208                  |
| 40.º   | Marruecos                            | 38 081 175                  |
| 41.º   | Angola                               | 37 885 853                  |
| 42.º   | Ucrania                              | 37 860 222                  |
| 43.º   | Uzbekistán                           | 36 361 859                  |
| 44.º   | Malasia                              | 35 557 670                  |
| 45.º   | Mozambique                           | 34 631 766                  |
| 46.º   | Ghana                                | 34 427 416                  |
| 47.º   | Perú                                 | 34 217 850                  |
| 48.º   | Arabia Saudita                       | 33 962 752                  |
| 49.º   | Madagascar                           | 31 964 961                  |
| 50.º   | Costa de Marfil                      | 31 934 229                  |
| 51.º   | Nepal                                | 29 651 054                  |
| 52.º   | Camerún                              | 29 123 748                  |
| 53.º   | Venezuela                            | 28 405 544                  |
| 54.º   | Níger                                | 27 032 418                  |
| 55.º   | Australia                            | 26 713 206                  |
| 56.º   | Corea del Norte                      | 26 498 834                  |
| 57.º   | Siria                                | 24 672 757                  |
| 58.º   | Mali                                 | 24 478 596                  |
| 59.º   | Burkina Faso                         | 23 548 782                  |
| 60.º   | Taiwán                               | 23 213 963                  |
| 61.º   | Sri Lanka                            | 23 103 559                  |
| 62.º   | Malaui                               | 21 655 290                  |
| 63.º   | Zambia                               | 21 314 960                  |
| 64.º   | Kazajistán                           | 20 592 575                  |
| 65.º   | Chad                                 | 20 299 130                  |
| 66.º   | Chile                                | 19 764 772                  |
| 67.º   | Rumania                              | 19 015 096                  |
| 68.º   | Somalia                              | 19 009 156                  |
| 69.º   | Senegal                              | 18 501 989                  |
| 70.º   | Guatemala                            | 18 406 367                  |
| 71.º   | Países Bajos                         | 18 228 738                  |
| 72.º   | Ecuador                              | 18 135 478                  |
| 73.º   | Camboya                              | 17 638 804                  |
| 74.º   | Zimbabue                             | 16 634 366                  |
| 75.º   | Guinea                               | 14 754 780                  |
| 76.º   | Benín                                | 14 462 720                  |
| 77.º   | Ruanda                               | 14 256 573                  |
| 78.º   | Burundi                              | 14 047 788                  |
| 79.º   | Bolivia                              | 12 413 319                  |
| 80.º   | Túnez                                | 12 277 103                  |
| 81.º   | Sudán del Sur                        | 11 943 411                  |
| 82.º   | Haití                                | 11 772 561                  |
| 83.º   | Bélgica                              | 11 738 761                  |
| 84.º   | Jordania                             | 11 552 883                  |
| 85.º   | República Dominicana                 | 11 427 558                  |
| 86.º   | Emiratos Árabes Unidos               | 11 027 134                  |
| 87.º   | Cuba                                 | 10 979 781                  |
| 88.º   | Honduras                             | 10 825 704                  |
| 89.º   | Chequia                              | 10 735 858                  |
| 90.º   | Suecia                               | 10 606 994                  |
| 91.º   | Tayikistán                           | 10 590 929                  |
| 92.º   | Papúa Nueva Guinea                   | 10 576 508                  |
| 93.º   | Portugal                             | 10 425 291                  |
| 94.º   | Azerbaiyán                           | 10 336 579                  |
| 95.º   | Grecia                               | 10 047 813                  |
| 96.º   | Hungría                              | 9 676 135                   |
| 97.º   | Togo                                 | 9 515 238                   |
| 98.º   | Israel                               | 9 387 015                   |
| 99.º   | Austria                              | 9 120 816                   |
| 100.º  | Bielorrusia                          | 9 056 698                   |
| 101.º  | Suiza                                | 8 921 980                   |
| 102.º  | Sierra Leona                         | 8 642 029                   |
| 103.º  | Laos                                 | 7 769 823                   |
| 104.º  | Turkmenistán                         | 7 494 494                   |
| 105.º  | Hong Kong                            | 7 414 915                   |
| 106.º  | Libia                                | 7 381 028                   |
| 107.º  | Kirguistán                           | 7 186 014                   |
| 108.º  | Paraguay                             | 6 929 152                   |
| 109.º  | Nicaragua                            | 6 916 135                   |
| 110.º  | Bulgaria                             | 6 757 687                   |
| 111.º  | Serbia                               | 6 736 217                   |
| 112.º  | El Salvador                          | 6 338 198                   |
| 113.º  | Congo                                | 6 332 969                   |
| 114.º  | Dinamarca                            | 5 977 417                   |
| 115.º  | Singapur                             | 5 832 387                   |
| 116.º  | Líbano                               | 5 805 963                   |
| 117.º  | Finlandia                            | 5 617 313                   |
| 118.º  | Liberia                              | 5 612 812                   |
| 119.º  | Noruega                              | 5 576 655                   |
| 120.º  | Eslovaquia                           | 5 506 759                   |
| 121.º  | Palestina                            | 5 495 445                   |
| 122.º  | República Centroafricana             | 5 330 692                   |
| 123.º  | Omán                                 | 5 281 542                   |
| 124.º  | Irlanda                              | 5 255 018                   |
| 125.º  | Nueva Zelanda                        | 5 213 946                   |
| 126.º  | Mauritania                           | 5 169 402                   |
| 127.º  | Costa Rica                           | 5 129 910                   |
| 128.º  | Kuwait                               | 4 934 508                   |
| 129.º  | Panamá                               | 4 515 575                   |
| 130.º  | Croacia                              | 3 875 325                   |
| 131.º  | Georgia                              | 3 807 668                   |
| 132.º  | Eritrea                              | 3 535 610                   |
| 133.º  | Mongolia                             | 3 475 540                   |
| 134.º  | Uruguay                              | 3 386 582                   |
| 135.º  | Puerto Rico                          | 3 242 212                   |
| 136.º  | Bosnia y Herzegovina                 | 3 164 255                   |
| 137.º  | Catar                                | 3 048 428                   |
| 138.º  | Moldavia                             | 3 034 968                   |
| 139.º  | Namibia                              | 3 030 127                   |
| 140.º  | Armenia                              | 2 973 843                   |
| 141.º  | Lituania                             | 2 859 113                   |
| 142.º  | Jamaica                              | 2 839 183                   |
| 143.º  | Albania                              | 2 791 757                   |
| 144.º  | Gambia                               | 2 759 999                   |
| 145.º  | Gabón                                | 2 538 954                   |
| 146.º  | Botsuana                             | 2 521 145                   |
| 147.º  | Lesoto                               | 2 337 427                   |
| 148.º  | Guinea-Bisáu                         | 2 201 359                   |
| 149.º  | Eslovenia                            | 2 118 690                   |
| 150.º  | Guinea Ecuatorial                    | 1 892 522                   |
| 151.º  | Letonia                              | 1 871 874                   |
| 152.º  | Macedonia del Norte                  | 1 823 011                   |
| 153.º  | Kosovo                               | 1 684 797                   |
| 154.º  | Baréin                               | 1 607 060                   |
| 155.º  | Trinidad y Tobago                    | 1 507 779                   |
| 156.º  | Timor Oriental                       | 1 400 638                   |
| 157.º  | Estonia                              | 1 360 549                   |
| 158.º  | Chipre                               | 1 358 287                   |
| 159.º  | Mauricio                             | 1 271 171                   |
| 160.º  | Esuatini                             | 1 242 830                   |
| 161.º  | Yibuti                               | 1 168 727                   |
| 162.º  | Fiyi                                 | 928 802                     |
| 163.º  | Reunión                              | 878 595                     |
| 164.º  | Comoras                              | 866 633                     |
| 165.º  | Guyana                               | 831 093                     |
| 166.º  | Islas Salomón                        | 819 207                     |
| 167.º  | Bután                                | 791 530                     |
| 168.º  | Macao                                | 720 270                     |
| 169.º  | Luxemburgo                           | 673 043                     |
| 170.º  | Montenegro                           | 638 485                     |
| 171.º  | Surinam                              | 634 438                     |
| 172.º  | Sahara Occidental                    | 590 514                     |
| 173.º  | Malta                                | 539 613                     |
| 174.º  | Maldivas                             | 527 801                     |
| 175.º  | Cabo Verde                           | 524 877                     |
| 176.º  | Brunéi                               | 462 733                     |
| 177.º  | Belice                               | 417 077                     |
| 178.º  | Bahamas                              | 401 281                     |
| 179.º  | Islandia                             | 393 404                     |
| 180.º  | Guadalupe                            | 375 112                     |
| 181.º  | Martinica                            | 343 202                     |
| 182.º  | Vanuatu                              | 327 787                     |
| 183.º  | Mayotte                              | 326 513                     |
| 184.º  | Guayana Francesa                     | 308 536                     |
| 185.º  | Nueva Caledonia                      | 292 655                     |
| 186.º  | Barbados                             | 282 476                     |
| 187.º  | Polinesia Francesa                   | 281 815                     |
| 188.º  | Santo Tomé y Príncipe                | 235 548                     |
| 189.º  | Samoa                                | 218 030                     |
| 190.º  | Curazao                              | 185 481                     |
| 191.º  | Santa Lucía                          | 179 751                     |
| 192.º  | Guam                                 | 167 788                     |
| 193.º  | Kiribati                             | 134 520                     |
| 194.º  | Seychelles                           | 130 436                     |
| 195.º  | Granada                              | 117 216                     |
| 196.º  | Estados Federados de Micronesia      | 113 172                     |
| 197.º  | Aruba                                | 108 076                     |
| 198.º  | Tonga                                | 104 190                     |
| 199.º  | Jersey                               | 103 856                     |
| 200.º  | San Vicente y las Granadinas         | 100 630                     |
| 201.º  | Antigua y Barbuda                    | 93 784                      |
| 202.º  | Islas Vírgenes de los Estados Unidos | 84 922                      |
| 203.º  | Isla de Man                          | 84 182                      |
| 204.º  | Andorra                              | 81 954                      |
| 205.º  | Islas Caimán                         | 74 476                      |
| 206.º  | Dominica                             | 66 224                      |
| 207.º  | Bermudas                             | 64 658                      |
| 208.º  | Guernsey                             | 64 304                      |
| 209.º  | Groenlandia                          | 55 864                      |
| 210.º  | Islas Feroe                          | 55 418                      |
| 211.º  | San Cristóbal y Nieves               | 46 867                      |
| 212.º  | Samoa Americana                      | 46 790                      |
| 213.º  | Islas Turcas y Caicos                | 46 562                      |
| 214.º  | Islas Marianas del Norte             | 44 299                      |
| 215.º  | San Martín (Países Bajos)            | 43 372                      |
| 216.º  | Liechtenstein                        | 39 894                      |
| 217.º  | Islas Vírgenes Británicas            | 39 498                      |
| 218.º  | Gibraltar                            | 39 348                      |
| 219.º  | Mónaco                               | 38 656                      |
| 220.º  | Islas Marshall                       | 37 572                      |
| 221.º  | San Marino                           | 33 606                      |
| 222.º  | Bonaire, San Eustaquio y Saba        | 30 699                      |
| 223.º  | San Martín (Francia)                 | 26 155                      |
| 224.º  | Palaos                               | 17 719                      |
| 225.º  | Anguila                              | 14 623                      |
| 226.º  | Islas Cook                           | 13 749                      |
| 227.º  | Nauru                                | 11 968                      |
| 228.º  | Wallis y Futuna                      | 11 303                      |
| 229.º  | San Bartolomé                        | 11 282                      |
| 230.º  | Tuvalu                               | 9 669                       |
| 231.º  | San Pedro y Miquelón                 | 5 652                       |
| 232.º  | Santa Helena                         | 5 262                       |
| 233.º  | Montserrat                           | 4 414                       |
| 234.º  | Islas Malvinas                       | 3 492                       |
| 235.º  | Tokelau                              | 2 528                       |
| 236.º  | Niue                                 | 1 841                       |
| 237.º  | Vaticano                             | 507                         |

### Estados con reconocimiento limitado
Los siguientes Estados controlan al menos parte de su territorio y están reconocidos por al menos un Estado miembro de la ONU.
| País o territorio dependiente        | Reclamado por | Población (proyección 2024) |
| ------------------------------------ | ------------- | --------------------------- |
| Abjasia                              | Georgia       | 244 926                     |
| República de China                   | China         | 23 950 216                  |
| Kosovo                               | Serbia        | 1 667 478                   |
| Chipre del Norte                     | Chipre        | 382 836                     |
| República Árabe Saharaui Democrática | Marruecos     | 598 389                     |
| Osetia del Sur                       | Georgia       | 56 520                      |

### Estados sin reconocimiento
Los siguientes Estados controlan su territorio, pero no están reconocidos por ningún Estado miembro de la ONU.
| País o territorio | Reclamado por | Población (proyección 2024) |
| ----------------- | ------------- | --------------------------- |
| Al-Shabaab        | Somalia       | 7000-12 000                 |
| Somalilandia      | Somalia       | 4 500 000                   |
| Puntlandia        | Somalia       | 2 700 000                   |
| Transnistria      | Moldavia      | 360 938                     |

## Evolución demográfica a lo largo de la historia
La evolución demográfica está determinada por varios factores interrelacionados. La alimentación, la generalización de la higiene, la sanidad, la difusión de medicamentos y en general el desarrollo de la tecnología han sido decisivos para el fuerte crecimiento de la población mundial, que ha pasado de los casi 1000 millones en el año 1800 a más de 6000 millones en 2000 y a unos 7000 millones a finales de 2011.
Aunque durante la denominada transición demográfica se produjo una fuerte reducción de la tasa bruta de mortalidad y de la natalidad que se agudizará durante la segunda transición demográfica ―a partir de 1950―, la población mundial ha seguido con un alto crecimiento, incluso con una baja natalidad en numerosos países, ya que a la fuerte y constante reducción de la mortalidad se ha unido el aumento generalizado de la esperanza de vida.
La denominada revolución reproductiva constata que la reducción del esfuerzo reproductivo supone una alta eficiencia reproductiva ―baja natalidad y alta supervivencia de los individuos―.
Desde la aparición de la especie en el planeta se estima que han existido 117 000 millones de seres humanos, por lo que cerca del 7% de los humanos que han existido están vivos actualmente.

### Población mundial, 1 d.C.-1998 (en miles)
Fuente: Maddison y otros. (Universidad de Groningen).
| Año                                                    | 1       | 1000    | 1500    | 1600    | 1700    | 1820      | 1870      | 1913      | 1950      | 1973      | 1998      |
| ------------------------------------------------------ | ------- | ------- | ------- | ------- | ------- | --------- | --------- | --------- | --------- | --------- | --------- |
| Europa Occidental                                      | 24 700  | 25 413  | 57 268  | 73 778  | 81 460  | 132 888   | 187 532   | 261 007   | 305 060   | 358 390   | 388 399   |
| Europa Oriental (excluyendo los países de la URSS)     | 4 750   | 6 500   | 13 500  | 16 950  | 18 800  | 36 415    | 52 182    | 79 604    | 87 289    | 110 490   | 121 006   |
| Antigua URSS                                           | 3 900   | 7 100   | 16 950  | 20 700  | 26 550  | 54 765    | 88 672    | 156 192   | 180 050   | 249 748   | 290 866   |
| Totalidad de Europa (incluyendo los países de la URSS) | 33 350  | 39 013  | 87 718  | 111 428 | 126 810 | 224 068   | 328 386   | 496 803   | 572 399   | 718 628   | 800 271   |
| Estados Unidos                                         | 680     | 1 300   | 2 000   | 1 500   | 1 000   | 9 981     | 40 241    | 97 606    | 152 271   | 212 909   | 279 040   |
| Otras ramificaciones occidentales                      | 490     | 660     | 800     | 800     | 750     | 1 249     | 5 892     | 13 795    | 23 823    | 39 036    | 52 859    |
| Totalidad de las ramificaciones occidentales           | 1 170   | 1 960   | 2 800   | 2 300   | 1 750   | 11 230    | 46 133    | 111 401   | 176 094   | 250 945   | 323 420   |
| México                                                 | 2 200   | 4 500   | 7 500   | 2 500   | 4 500   | 6 587     | 9 219     | 14 970    | 28 485    | 57 643    | 98 553    |
| Otros países de Latinoamérica                          | 3 400   | 6 900   | 10 000  | 6 100   | 7 550   | 14 633    | 30 754    | 65 545    | 137 352   | 250 807   | 409 070   |
| Totalidad de Latino América                            | 5 600   | 11 400  | 17 500  | 8 600   | 12 050  | 21 220    | 39 973    | 80 515    | 165 837   | 308 450   | 507 623   |
| Japón                                                  | 3 000   | 7 500   | 15 400  | 18 500  | 27 000  | 31 000    | 34 437    | 51 672    | 83 563    | 108 660   | 126 469   |
| China                                                  | 59 600  | 59 000  | 103 000 | 160 000 | 138 000 | 381 000   | 358 000   | 437 140   | 546 815   | 881 940   | 1 242 700 |
| India                                                  | 75 000  | 77 000  | 113 000 | 145 000 | 201 000 | 209 000   | 239 000   | 319 000   | 362 000   | 549 000   | 1 029 000 |
| Otros países de Asia                                   | 36 600  | 41 400  | 55 400  | 65 000  | 71 800  | 89 366    | 119 619   | 185 092   | 392 481   | 677 214   | 1 172 243 |
| Totalidad de Asia (excluyendo Japón)                   | 171 200 | 175 400 | 268 400 | 360 000 | 374 800 | 679 366   | 730 619   | 925 932   | 1 298 296 | 2 139 154 | 3 389 943 |
| África                                                 | 16 500  | 33 000  | 46 000  | 55 000  | 61 000  | 74 208    | 90 466    | 124 697   | 228 342   | 387 645   | 759 954   |
| Mundo (miles)                                          | 230 820 | 268 273 | 437 818 | 555 828 | 603 410 | 1 041 092 | 1 270 014 | 1 791 020 | 2 524 531 | 3 913 482 | 5 907 680 |

### Tabla de la población histórica mundial
| Año         | Total         | África        | Asia          | Europa      | América       | Oceanía    | Crecimiento entre periodos | Crecimiento anual medio (%) |
| ----------- | ------------- | ------------- | ------------- | ----------- | ------------- | ---------- | -------------------------- | --------------------------- |
| 10000 a. C. | 1 000 000     |               |               |             |               |            |                            |                             |
| 8000 a. C.  | 8 000 000     |               |               |             |               |            |                            |                             |
| 1000 a. C.  | 50 000 000    |               |               |             |               |            |                            |                             |
| 500 a. C.   | 100 000 000   |               |               |             |               |            |                            |                             |
| 1 d. C.     | 200 000 000   |               |               |             |               |            |                            |                             |
| 1000        | 310 000 000   |               |               |             |               |            |                            |                             |
| 1750        | 791 000 000   | 61 000 000    | 502 000 000   | 163 000 000 | 18 000 000    | 2 000 000  |                            |                             |
| 1800        | 978 000 000   | 107 000 000   | 635 000 000   | 203 000 000 | 31 000 000    | 2 000 000  | 23.64 %                    | 0.43 %                      |
| 1850        | 1 262 000 000 | 111 000 000   | 809 000 000   | 276 000 000 | 64 000 000    | 2 000 000  | 29.04 %                    | 0.51 %                      |
| 1900        | 1 650 000 000 | 133 000 000   | 947 000 000   | 408 000 000 | 156 000 000   | 6 000 000  | 30.74 %                    | 0.54 %                      |
| 1950        | 2 518 630 000 | 221 214 000   | 1 398 488 000 | 547 403 000 | 338 713 000   | 12 812 000 | 52.64 %                    | 0.85 %                      |
| 1955        | 2 755 823 000 | 246 746 000   | 1 542 000 000 | 575 184 000 | 377 681 000   | 14 265 000 | 9.42 %                     | 1.82 %                      |
| 1960        | 2 982 142 000 | 277 398 000   | 1 674 000 000 | 601 401 000 | 413 455 000   | 15 888 000 | 8.21 %                     | 1.59 %                      |
| 1965        | 3 334 874 000 | 313 744 000   | 1 899 424 000 | 634 026 000 | 470 022 000   | 17 657 000 | 11.83 %                    | 2.26 %                      |
| 1970        | 3 692 492 000 | 357 283 000   | 2 143 118 000 | 655 855 000 | 516 793 000   | 19 443 000 | 10.72 %                    | 2.06 %                      |
| 1975        | 4 068 109 000 | 408 160 000   | 2 397 512 000 | 675 542 000 | 565 331 000   | 21 564 000 | 10.17 %                    | 1.96 %                      |
| 1980        | 4 434 682 000 | 469 618 000   | 2 632 335 000 | 692 431 000 | 617 469 000   | 22 828 000 | 9.01 %                     | 1.74 %                      |
| 1985        | 4 830 978 000 | 541 814 000   | 2 887 552 000 | 706 009 000 | 670 925 000   | 24 678 000 | 8.94 %                     | 1.73 %                      |
| 1990        | 5 263 593 000 | 622 443 000   | 3 167 807 000 | 721 582 000 | 725 074 000   | 26 687 000 | 8.96 %                     | 1.73 %                      |
| 1995        | 5 674 328 000 | 707 462 000   | 3 430 000     | 727 405 000 | 780 537 000   | 28 924 000 | 7.80 %                     | 1.51 %                      |
| 2000        | 6 070 581 000 | 795 671 000   | 3 679 737 000 | 727 986 000 | 836 144 000   | 31 043 000 | 6.98 %*                    | 1.36 %                      |
| 2005        | 6 453 628 000 | 887 964 000   | 3 917 508 000 | 724 722 000 | 890 437 000   | 32 998 000 | 6.31 %                     | 1.23 %                      |
| 2010        | 6 863 879 342 | 1 004 491 200 | 4 118 200 004 | 735 689 998 | 970 998 140   | 34 500 000 | 6.36 %                     | 1.24 %                      |
| 2015        | 7 376 471 981 | 1 113 301 100 | 4 366 689 881 | 788 881 900 | 1 070 099 100 | 37 500 000 | 7.47 %                     | 1.45 %                      |
| 2020        | 7 800 124 000 | 1 250 302 000 | 4 700 210 000 | 801 210 000 | 1 094 210 000 | 42 954 000 | 5.74 %                     | 1.12 %                      |

* El crecimiento poblacional en el período de 1950-2000 fue de aproximadamente el 141 % (1.78 % en tasa anual acumulativa), mientras que en el período 1900-1950 fue del 53 % (0.85 % en tasa anual acumulativa).

### Proporciones de la población mundial, 1 d.C.-1998 (% del total mundial)
Fuente: Maddison y otros. (Universidad de Groningen).
| Año                                                    | 1     | 1000  | 1500  | 1600  | 1700  | 1820  | 1870  | 1913  | 1950  | 1973  | 1998  |
| ------------------------------------------------------ | ----- | ----- | ----- | ----- | ----- | ----- | ----- | ----- | ----- | ----- | ----- |
| Europa Occidental                                      | 10.7  | 9.5   | 13.1  | 13.3  | 13.5  | 12.8  | 14.8  | 14.6  | 12.1  | 9.2   | 6.6   |
| Europa Oriental (excluyendo los países de la URSS)     | 2.1   | 2.4   | 3.1   | 3.0   | 3.1   | 3.5   | 4.1   | 4.4   | 3.5   | 2.8   | 2.0   |
| Antigua URSS                                           | 1.7   | 2.6   | 3.9   | 3.7   | 4.4   | 5.3   | 7.0   | 8.7   | 7.1   | 6.4   | 4.9   |
| Totalidad de Europa (incluyendo los países de la URSS) | 14.5  | 14.5  | 20.1  | 20.0  | 21.0  | 21.6  | 25.9  | 27.7  | 22.7  | 18.4  | 13.5  |
| Estados Unidos                                         | 0.3   | 0.5   | 0.5   | 0.3   | 0.2   | 1.0   | 3.2   | 5.4   | 6.0   | 5.4   | 4.6   |
| Otras ramificaciones Occidentales                      | 0.2   | 0.2   | 0.2   | 0.1   | 0.1   | 0.1   | 0.5   | 0.8   | 0.9   | 1.0   | 0.9   |
| Totalidad de ramificaciones Occidentales               | 0.5   | 0.7   | 0.6   | 0.4   | 0.3   | 1.1   | 3.6   | 6.2   | 7.0   | 6.4   | 5.5   |
| México                                                 | 1.0   | 1.7   | 1.7   | 0.4   | 0.7   | 0.6   | 0.7   | 0.8   | 1.1   | 1.5   | 1.7   |
| Otros países de Latinoamérica                          | 1.5   | 2.6   | 2.3   | 1.1   | 1.3   | 1.4   | 2.4   | 3.7   | 5.4   | 6.4   | 6.9   |
| Latino América total                                   | 2.4   | 4.2   | 4.0   | 1.5   | 2.0   | 2.0   | 3.1   | 4.5   | 6.6   | 7.9   | 8.6   |
| Japón                                                  | 1.3   | 2.8   | 3.5   | 3.3   | 4.5   | 3.0   | 2.7   | 2.9   | 3.3   | 2.8   | 2.1   |
| China                                                  | 25.8  | 22.0  | 23.5  | 28.8  | 22.9  | 36.6  | 28.2  | 24.4  | 21.7  | 22.5  | 21.0  |
| India                                                  | 32.5  | 28.0  | 25.1  | 24.3  | 27.3  | 20.1  | 19.9  | 17.0  | 14.2  | 14.8  | 16.5  |
| Otros países de Asia                                   | 15.9  | 15.4  | 12.7  | 11.7  | 11.9  | 8.6   | 9.4   | 10.3  | 15.5  | 17.3  | 19.8  |
| Asia total (excluyendo Japón)                          | 74.2  | 65.4  | 61.3  | 64.8  | 62.1  | 65.3  | 57.5  | 51.7  | 51.4  | 54.7  | 57.4  |
| África                                                 | 7.1   | 12.3  | 10.5  | 9.9   | 10.1  | 7.1   | 7.1   | 7.0   | 9.0   | 9.9   | 12.9  |
| Mundo                                                  | 100.0 | 100.0 | 100.0 | 100.0 | 100.0 | 100.0 | 100.0 | 100.0 | 100.0 | 100.0 | 100.0 |

## Previsiones y escenarios
La ONU esperaba 8170 millones de personas en 2010 con proyecciones medias hasta 2025 y 10 900 millones hasta 2100.
La ONU predijo un aumento en 2019 a 8500 millones de personas en 2030 (10 % de aumento) y más a 9700 millones en 2050 (26 %) y a 10 900 millones en 2100 (42 %). Se prevé que la población del África subsahariana se duplique para 2050 (99 %). Otras regiones experimentarán tasas de crecimiento diferentes entre 2019 y 2050: Oceanía, excluida Australia/Nueva Zelanda (56 %), África septentrional y Asia occidental (46 %), Australia/Nueva Zelanda (28 %), Asia central y meridional (25 %), América Latina y el Caribe (18 %), Asia oriental y sudoriental (3 %) y Europa y América Norteña (EE. UU. y Canadá) (2 %).
En 1975, las previsiones para 2010 eran de 7600 millones de personas (de hecho eran 6900 millones), para 2100 de 12 300 millones [14]. En su previsión para 2015, las Naciones Unidas asumen que el número medio de hijos por mujer (tasa de fertilidad) se reducirá de los 2.5 hijos por mujer de hoy en día en todo el mundo a dos hijos por mujer para 2100, por debajo del llamado nivel de reemplazo (2.1).
Si el número medio de niños fuera superior a medio niño por mujer, la población mundial crecería hasta los 16 600 millones de personas en 2100 (variante alta). Con medio niño menos, solo 7300 millones de personas seguirían viviendo en la Tierra en 2100 (variante baja).
Además de la tasa de fecundidad, el desarrollo de la población depende en gran medida de la esperanza de vida, que en general se supone sigue aumentando, y especialmente de la mortalidad infantil. La migración también desempeña un papel importante en la distribución regional.
En el pasado, los pronósticos casi siempre han sobrestimado significativamente el desarrollo real de la población. La razón principal de ello es el error de apreciación de los acontecimientos en la República Popular China, donde el crecimiento de la población disminuyó mucho más de lo que se esperaba en general. 
En 2022 la población mundial alcanzó los 8000 millones. Las últimas proyecciones de las Naciones Unidas sugieren que la población mundial podría crecer a alrededor de 8500 millones en 2030, 9700 millones en 2050 y 10 400 millones en 2100.
Más de la mitad del aumento proyectado de la población mundial hasta 2050 se concentrará en solo ocho países: República Democrática del Congo, Egipto, Etiopía, India, Nigeria, Pakistán, Filipinas y Tanzania.
Según la OMS, la edad media de la población mundial en 2004 era de 27.6 años y, según datos de las Naciones Unidas, se espera que aumente a 38.1 años para 2050. La ONU espera un aumento mundial del número de personas mayores de 60 años del 10 % a poco menos del 22 % para 2050, mientras que la proporción de niños de hasta quince años de edad disminuirá del 30 % al 20%.

### Proyecciones de población por continente
| Año  | Est. ONU (millones) | Diferencia | USCB est. (millones) | Diferencia |
| ---- | ------------------- | ---------- | -------------------- | ---------- |
| 2005 | 6542                | –          | 6473                 | –          |
| 2010 | 6957                | 415        | 6866                 | 393        |
| 2015 | 7380                | 423        | 7256                 | 390        |
| 2020 | 7795                | 415        | 7643                 | 380        |
| 2025 | 8184                | 390        | 8007                 | 363        |
| 2030 | 8549                | 364        | 8341                 | 334        |
| 2035 | 8888                | 339        | 8646                 | 306        |
| 2040 | 9199                | 311        | 8926                 | 280        |
| 2045 | 9482                | 283        | 9180                 | 254        |
| 2050 | 9735                | 253        | 9408                 | 228        |

| Año  | Mundo  | Asia         | África       | Europa      | Latinoamérica/Caribe | América Norteña | Oceanía   |
| ---- | ------ | ------------ | ------------ | ----------- | -------------------- | --------------- | --------- |
| 2000 | 6144   | 3741 (60.9%) | 811 (13.2%)  | 726 (11.8%) | 522 (8.5%)           | 312 (5.1%)      | 31 (0.5%) |
| 2005 | 6542   | 3978 (60.8%) | 916 (14.0%)  | 729 (11.2%) | 558 (8.5%)           | 327 (5.0%)      | 34 (0.5%) |
| 2010 | 6957   | 4210 (60.5%) | 1039 (14.9%) | 736 (10.6%) | 591 (8.5%)           | 343 (4.9%)      | 37 (0.5%) |
| 2015 | 7380   | 4434 (60.1%) | 1182 (16.0%) | 743 (10.1%) | 624 (8.5%)           | 357 (4.8%)      | 40 (0.5%) |
| 2020 | 7795   | 4641 (59.5%) | 1341 (17.2%) | 748 (9.6%)  | 654 (8.4%)           | 369 (4.7%)      | 43 (0.6%) |
| 2025 | 8184   | 4823 (58.9%) | 1509 (18.4%) | 746 (9.1%)  | 682 (8.3%)           | 380 (4.6%)      | 45 (0.6%) |
| 2030 | 8549   | 4974 (58.2%) | 1688 (19.8%) | 741 (8.7%)  | 706 (8.3%)           | 391 (4.6%)      | 48 (0.6%) |
| 2035 | 8888   | 5096 (57.3%) | 1878 (21.1%) | 735 (8.3%)  | 726 (8.2%)           | 401 (4.5%)      | 50 (0.6%) |
| 2040 | 9199   | 5189 (56.4%) | 2077 (22.6%) | 728 (7.9%)  | 742 (8.1%)           | 410 (4.5%)      | 53 (0.6%) |
| 2045 | 9482   | 5253 (55.4%) | 2282 (24.1%) | 720 (7.6%)  | 754 (8.0%)           | 418 (4.4%)      | 55 (0.6%) |
| 2050 | 9735   | 5290 (54.3%) | 2489 (25.6%) | 711 (7.3%)  | 762 (7.8%)           | 425 (4.4%)      | 57 (0.6%) |
| 2055 | 9958   | 5302 (53.2%) | 2698 (27.1%) | 700 (7.0%)  | 767 (7.7%)           | 432 (4.3%)      | 60 (0.6%) |
| 2060 | 10 152 | 5289 (52.1%) | 2905 (28.6%) | 689 (6.8%)  | 768 (7.6%)           | 439 (4.3%)      | 62 (0.6%) |
| 2065 | 10 318 | 5256 (51.0%) | 3109 (30.1%) | 677 (6.6%)  | 765 (7.4%)           | 447 (4.3%)      | 64 (0.6%) |
| 2070 | 10 459 | 5207 (49.8%) | 3308 (31.6%) | 667 (6.4%)  | 759 (7.3%)           | 454 (4.3%)      | 66 (0.6%) |
| 2075 | 10 577 | 5143 (48.6%) | 3499 (33.1%) | 657 (6.2%)  | 750 (7.1%)           | 461 (4.4%)      | 67 (0.6%) |
| 2080 | 10 674 | 5068 (47.5%) | 3681 (34.5%) | 650 (6.1%)  | 739 (6.9%)           | 468 (4.4%)      | 69 (0.7%) |
| 2085 | 10 750 | 4987 (46.4%) | 3851 (35.8%) | 643 (6.0%)  | 726 (6.8%)           | 474 (4.4%)      | 71 (0.7%) |
| 2090 | 10 810 | 4901 (45.3%) | 4008 (37.1%) | 638 (5.9%)  | 711 (6.6%)           | 479 (4.4%)      | 72 (0.7%) |
| 2095 | 10 852 | 4812 (44.3%) | 4152 (38.3%) | 634 (5.8%)  | 696 (6.4%)           | 485 (4.5%)      | 74 (0.7%) |
| 2100 | 10 875 | 4719 (43.4%) | 4280 (39.4%) | 630 (5.8%)  | 680 (6.3%)           | 491 (4.5%)      | 75 (0.7%) |

## Teorías sobre la evolución demográfica

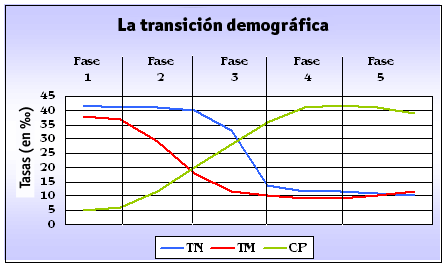
Los cinco estadios en que se divide la transición demográfica. TN=Tasa de natalidad; TM=Tasa de mortalidad; CP=Población (esta variable no se mide con las unidades del eje vertical de este gráfico).

### Teoría de la transición demográfica

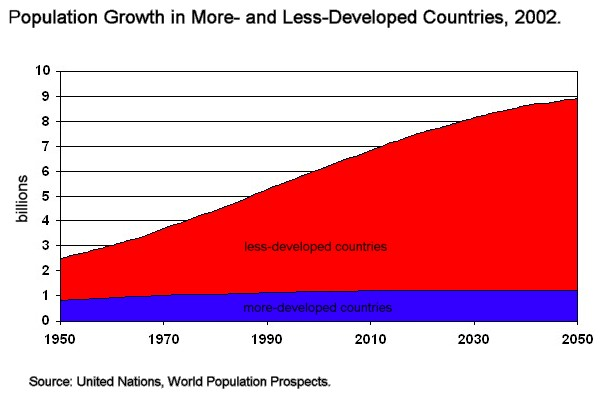
El crecimiento de la población es mayor en los países menos desarrollados (rojo) que en los países desarrollados (azul).

- Fase 1: Antiguo régimen demográfico. Las tasas de natalidad y de mortalidad son muy altas, por lo cual el crecimiento natural de la población es muy lento, e incluso inexistente.
- Fase 2: Comienzo de la transición demográfica. Los índices de mortalidad bajan de forma repentina gracias a las mejoras en las técnicas agrícolas (que aumentan los rendimientos), las mejoras tecnológicas, los avances en medicina y alfabetización... Estos cambios contribuyen decisivamente a alargar la esperanza de vida de las personas y a reducir la mortalidad.
- Fase 3: Final de la transición. Los índices de natalidad inician un importante descenso motivado por: el acceso a la contracepción, la incorporación de la mujer a la educación y al mercado laboral, el acceso al estado del bienestar, el proceso de urbanización, la sustitución de la agricultura de subsistencia por la agricultura de mercado, junto con otros cambios sociales.
- Fase 4: Régimen demográfico moderno. Se caracteriza porque la tasa de mortalidad «toca fondo» y la de natalidad se iguala; consiguientemente, el crecimiento natural de la población vuelve a estancarse.

Al aplicar este modelo, y al constatar que hay una desaceleración del crecimiento poblacional, se deduce que la humanidad está entrando en la fase 4 antes mencionada, si bien algunos países ya la han pasado (países industrializados) y otros se encuentran en la fase 2 (países subdesarrollados). Asimismo se especula con una fase 5, en la que estarían entrando los países más avanzados, que muestra un crecimiento poblacional negativo, debido a que la tasa de natalidad cae por debajo de la mortalidad (envejecimiento de la población) (sobre la población demográfica).

### Teoría de la segunda transición demográfica
El concepto o teoría de la segunda transición demográfica fue creado por Lesthaghe y D. J. van de Kaa en 1986.
Es un nuevo concepto que procura dar cuenta de fenómenos emergentes en países desarrollados, pero que también parece que se confirma en países de América Latina y Asia. La segunda transición demográfica, en un contexto estable de baja fecundidad y mortalidad, describe los cambios en la composición de la familia y de las uniones en los patrones de reconstitución de las familias en países occidentales.
Además de niveles de fecundidad inferiores al nivel de reemplazo y sostenidos en el tiempo, la segunda transición demográfica se caracteriza por:
- incremento de la soltería
- retraso del matrimonio
- postergación del primer hijo
- expansión de las uniones consensuales
- expansión de los nacimientos fuera de matrimonio
- alza de las rupturas matrimoniales
- diversificación de las modalidades de estructuración familiar.

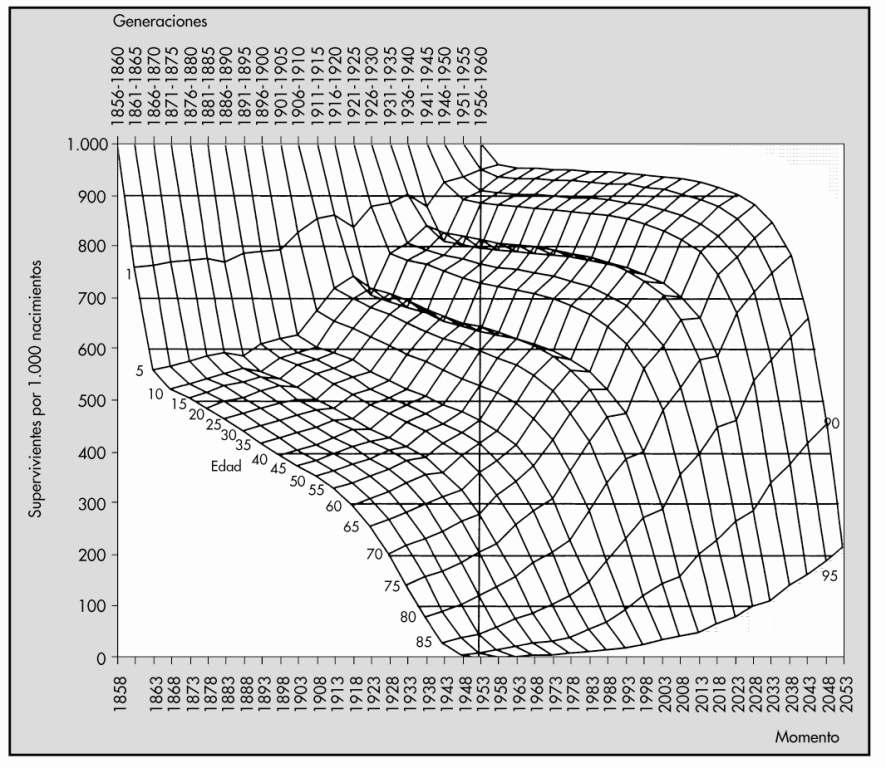
Supervivientes por edad. Generaciones femeninas. España, 1856-1960.

### Teoría de la revolución reproductiva
La teoría de la revolución reproductiva es crítica con las limitaciones de la teoría general de la transición demográfica derivadas de su metodología de investigación —apoyada en estudios transversales y expresada en las pirámides de población— ya que proyectaría una visión incompleta no holística de la dinámica de población (nuevas fases se deben incorporar a la transición demográfica para dar cuenta de nuevos fenómenos) dejando sin explicación algunos de los mecanismos de reproducción poblacional en la sucesión intergeneracional que se manifiesta en las sociedades modernas. Como propuesta de cambio de paradigma la revolución reproductiva —apoyada en estudios longitudinales— pretende dar cuenta de los cambios demográficos de manera sistémica y no alarmista ni catastrofista, integrando en buena medida las consecuencias sociológicas que caracterizan la segunda transición demográfica. y Julio Pérez Díaz en sus publicaciones The reproductive revolution de 2005 y de 2009 La tercera revolución de la modernidad. La revolución reproductiva y The reproductive revolution Archivado el 3 de marzo de 2016 en Wayback Machine..
Con la revolución reproductiva la demografía alcanzaría una importancia explicativa de primer orden por las consecuencias que se derivan para explicar y entender otros fenómenos sociológicos:
- Declive del trabajo reproductivo. El esfuerzo reproductor baja.
- Entrada de la mujer en el mercado de trabajo, suponiendo así la eliminación de la división sexual del trabajo reproductivo.
- Privatización de la sexualidad. Reducción del control social sobre la sexualidad; desaparición de la punibilidad de las relaciones sexuales no reproductivas.
- Del género a la generación. Alto control sobre la procreación con el uso de métodos anticonceptivos y apoyo intergeneracional muy amplio a hijos y nietos, reforzamiento de los lazos familiares profundos.
- Aumento de la esperanza de vida: envejecimiento demográfico y madurez de masas. No se produce un envejecimiento social sino un proceso de rejuvenecimiento por la prolongación de las etapas vitales a edades antes nunca imaginadas (la infancia se alarga, la juventud se alarga, así como la madurez, la vejez y la decrepitud).
- La renovada centralidad de la familia. La teoría de la revolución reproductiva concluye que la familia se ha reforzado claramente. La reproducción se da y debe darse en la familia.

## Vocabulario e indicadores demográficos

### Población humana
Una población humana, en demografía es el conjunto de personas que habitan un territorio geográfico bien delimitado. La población viene definida por:
- Dimensión de la población: También llamada tamaño o volumen de la población, siendo esta, el número de personas que integran dicha población.
- Espacio poblacional: Es el espacio geográfico donde se asienta la población.
- Estructura de la población: Son las características biológicas y sociales que definen a la población como son: edad, sexo, estado civil, lugar de nacimiento, nacionalidad, lengua hablada, nivel de instrucción, nivel económico y fecundidad.
- Evolución de la población: Es el conjunto de variables dinámicas que se modifican en el transcurso del tiempo como son: natalidad, mortalidad, migraciones y las tasas, proporciones y razones que se derivan de ellas. Una cantidad particular de la superficie de la Tierra, tiene una capacidad de producción, que limita el aumento de la población humana.
- Un modelo matemático posible para describir el crecimiento de una población es el denominado modelo exponencial con la forma de una curva logística.

### Esperanza de vida
La esperanza de vida es la media de la cantidad de años que vive una determinada población en un cierto periodo de tiempo. Se suele dividir en masculina y femenina, y se ve influenciada por factores como la calidad de la medicina, la higiene, las guerras, etc., si bien actualmente se suele referir únicamente a las personas que tienen una muerte no violenta.

### Densidad de población
La densidad de la población es el número de habitantes por cada km² que tiene una región. Para hacer este cálculo se divide el número de habitantes por la cantidad de km² de la región estudiada. Varía mucho en cada país, especialmente en los países más extensos, como Rusia, Canadá, Estados Unidos, Brasil, Australia, Egipto y otros. El motivo de estas diferencias se debe a alguna razón climática, del relieve y otras causas físico-naturales que explican las regiones de escasa densidad de población y otras causas relacionadas con la geografía humana o la geografía económica que explican las mayores densidades de algunas áreas cuya extensión suele ser relativamente reducida. Ejemplos de estas diferencias son:

#### Áreas de escasa densidad debido a límites impuestos por la geografía física
- Clima desértico, donde las precipitaciones son muy escasas e insuficientes para el establecimiento de los seres humanos, como sucede en áreas remotas del Sahara, del Desierto de Gobi, del Gran Desierto de Victoria y Gran Desierto Arenoso en Australia, y otros de extensión más reducida.
- Clima polar, como sucede en Groenlandia y las islas canadienses, en el norte de Europa, de Asia y de América del Norte.
- Zonas montañosas o mesetas muy elevadas donde el relieve puede ser muy abrupto o irregular y los climas pueden ser muy fríos o muy secos, como sucede en las cordilleras del Himalaya y Karakorum, las cordilleras de los Andes, de Alaska y de las Montañas Rocosas en América del Norte, así como el Altiplano andino, las mesetas de Pamir y el Tíbet en Asia, y otras muchas regiones.

### Migraciones
Las migraciones son los movimientos de población entre territorios (ciudades, provincias, estados, países, continentes). Se denomina emigración cuando abandona su lugar de origen o residencia e inmigración cuando llega al nuevo territorio o localidad.

## Edad media

Edad media por país a partir de 2017. Es evidente un aumento de la juventud en África y, en menor medida, en el oeste de Asia, el sur de Asia, el sudeste de Asia y partes de América.

| Región            | Edad media      |
| ----------------- | --------------- |
| Asia              | 31 años de edad |
| África            | 18 años de edad |
| Europa            | 42 años de edad |
| América del Norte | 35 años de edad |
| América del Sur   | 31 años de edad |
| Oceanía           | 33 años de edad |

| Región               | Debajo de 15 años (proporción de población) | Sobre los 65 años (proporción de población) |
| -------------------- | ------------------------------------------- | ------------------------------------------- |
| Asia                 | 24 %                                        | 8 %                                         |
| África               | 41 %                                        | 3 %                                         |
| Europa               | 16 %                                        | 18 %                                        |
| Latinoamérica-Caribe | 26 %                                        | 8 %                                         |
| EE. UU. y Canadá     | 19 %                                        | 15 %                                        |
| Oceanía              | 23 %                                        | 12 %                                        |
| Mundo                | 26 %                                        | 9 %                                         |

## Nacimientos
En 2021, la mayoría de los nacimientos en todo el mundo se produjeron en dos regiones: en África subsahariana (29 por ciento de los nacimientos en el mundo), la región con el nivel más alto de fecundidad, le sigue Asia central y meridional (28 por ciento de los nacimientos en el mundo) y Asia oriental y sudoriental (18 por ciento).

## Tasas de natalidad
Los diez países con la tasa bruta de natalidad más alta y más baja, según las estimaciones de CIA World Factbook de 2022, son:

Países por tasa de natalidad en 2017

| Ranking (2022) | País                            | Tasa de natalidad más alta (2022) (nacimientos anuales/1000 personas) |
| -------------- | ------------------------------- | --------------------------------------------------------------------- |
| 1              | Níger                           | 47.08                                                                 |
| 2              | Angola                          | 41.80                                                                 |
| 3              | Benín                           | 41.15                                                                 |
| 4              | Mali                            | 41.07                                                                 |
| 5              | Uganda                          | 40.94                                                                 |
| 6              | Chad                            | 40.45                                                                 |
| 7              | República Democrática del Congo | 40.08                                                                 |
| 8              | Somalia                         | 37.98                                                                 |
| 9              | Sudán del Sur                   | 37.69                                                                 |
| 10             | Mozambique                      | 37.47                                                                 |

|                | \| Ranking (2022) \| __________ País __________ \| Tasas de natalidad más bajas (2022) (nacimientos anuales/1000 personas)[nota 2] \| \| -------------- \| -------------------------- \| ------------------------------------------------------------------------------- \| \| 1 \| Saint Pierre y Miquelón \| 6.47 \| \| 2 \| Mónaco \| 6.66 \| \| 3 \| Andorra \| 6.88 \| \| 4 \| Corea del Sur \| 6.92 \| \| 5 \| Japón \| 6.95 \| \| 6 \| Italia \| 6.95 \| \| 7 \| España \| 7.13 \| \| 8 \| Taiwán \| 7.39 \| \| 9 \| Grecia \| 7.61 \| \| 10 \| Puerto Rico \| 7.87 \| |                                                                         |
| Ranking (2022) | __________ País __________ | Tasas de natalidad más bajas (2022) (nacimientos anuales/1000 personas) |
| 1              | Saint Pierre y Miquelón | 6.47                                                                    |
| 2              | Mónaco | 6.66                                                                    |
| 3              | Andorra | 6.88                                                                    |
| 4              | Corea del Sur | 6.92                                                                    |
| 5              | Japón | 6.95                                                                    |
| 6              | Italia | 6.95                                                                    |
| 7              | España | 7.13                                                                    |
| 8              | Taiwán | 7.39                                                                    |
| 9              | Grecia | 7.61                                                                    |
| 10             | Puerto Rico | 7.87                                                                    |

| Years     | Tasa bruta de natalidad | Años      | Tasa bruta de natalidad |
| --------- | ----------------------- | --------- | ----------------------- |
| 1950–1955 | 37.2                    | 2000–2005 | 21.2                    |
| 1955–1960 | 35.3                    | 2005–2010 | 20.3                    |
| 1960–1965 | 34.9                    | 2010–2015 | 19.4                    |
| 1965–1970 | 33.4                    | 2015–2020 | 18.2                    |
| 1970–1975 | 30.8                    | 2020–2025 | 16.9                    |
| 1975–1980 | 28.4                    | 2025–2030 | 15.8                    |
| 1980–1985 | 27.9                    | 2030–2035 | 15.0                    |
| 1985–1990 | 27.3                    | 2035–2040 | 14.5                    |
| 1990–1995 | 24.7                    | 2040–2045 | 14.0                    |
| 1995–2000 | 22.5                    | 2045–2050 | 13.4                    |

## Tasa de fertilidad total
Tasa de fecundidad general por región, 2010-2015
Tasa de fecundidad general o Tasa de fertilidad total, es el número promedio de hijos nacidos por mujer.
| Región                             | Tasa de fecundidad total (2010‑2015) |
| ---------------------------------- | ------------------------------------ |
| Mundo                              | 2.5                                  |
| África                             | 4.7                                  |
| África Subsahariana                | 5.1                                  |
| África Occidental                  | 5.5                                  |
| África central                     | 5.8                                  |
| África oriental                    | 4.9                                  |
| África del Norte                   | 3.3                                  |
| África del Sur                     | 2.5                                  |
| Oceanía                            | 2.4                                  |
| Asia                               | 2.2                                  |
| Europa                             | 1.6                                  |
| América Latina y el Caribe         | 2.2                                  |
| América Norteña (EE. UU. y Canadá) | 1.9                                  |

## Tasas de mortalidad
Los diez países con la tasa bruta de mortalidad más alta y más baja, según las estimaciones de CIA World Factbook de 2018 y 2022, son:
| Ranking (2022) | ____ País ____ | Tasas de mortalidad más altas (2022) (muertes anuales/1000 personas) |
| -------------- | -------------- | -------------------------------------------------------------------- |
| 1              | Serbia         | 16.39                                                                |
| 2              | Rumania        | 15.26                                                                |
| 3              | Lituania       | 15.12                                                                |
| 4              | Letonia        | 14.65                                                                |
| 5              | Bulgaria       | 14.41                                                                |
| 6              | Ucrania        | 13.77                                                                |
| 7              | Rusia          | 13.36                                                                |
| 8              | Estonia        | 13.10                                                                |
| 9              | Bielorrusia    | 12.88                                                                |
| 10             | Croacia        | 12.88                                                                |

| Ranking (2022) | __________ País __________ | Tasas de mortalidad más bajas (2022) (muertes anuales/1000 personas) |
| -------------- | -------------------------- | -------------------------------------------------------------------- |
| 1              | Catar                      | 1.42                                                                 |
| 2              | Emiratos Árabes Unidos     | 1.56                                                                 |
| 3              | Kuwait                     | 2.25                                                                 |
| 4              | Baréin                     | 2.82                                                                 |
| 5              | Palestina, Franja de Gaza  | 2.91                                                                 |
| 6              | Omán                       | 3.23                                                                 |
| 7              | Palestina, Cisjordania     | 3.40                                                                 |
| 8              | Arabia Saudita             | 3.42                                                                 |
| 9              | Libia                      | 3.45                                                                 |
| 10             | Jordania                   | 3.45                                                                 |

## Población humana total a lo largo de toda la historia
Algunas estimaciones sobre la «cantidad de humanos que han vivido en toda la historia» fueron publicadas en la primera década del siglo XXI, obteniendo un rango de entre 100 000 y 115 000 millones de personas. Estas estimaciones fueron realizadas por Carl Haub, del PRB (Buró de Referencia Poblacional, por sus siglas en inglés) en 1995, y una actualización en 2002, la cual arrojó un dato de 106 000 millones de personas. Haub describe que el cálculo requirió «seleccionar tamaños de población de diferentes puntos desde la antigüedad hasta el presente y aplicar una tasa de natalidad a cada periodo». Dado que la población estimada del año 2002 fue de 6200 millones, se puede inferir que aproximadamente el 6 % de toda la gente que ha vivido, vivía en 2002. En los años setenta existía el mito urbano de que el 75 % de todos los seres humanos que habían existido estaban viviendo en esa década, visión finalmente desechada.
El número es muy difícil de estimar por las siguientes razones:
- Es muy difícil determinar desde cuándo contar seres humanos, pues las especies no surgen espontáneamente, sino por evolución, por lo que habría que determinar desde qué individuo se puede considerar humano. Incluso si se llega al consenso de qué es humano y qué no, sería casi imposible poder encontrar exactamente en qué momento surgió el primero. De todas formas, considerando la proporción de la cantidad humanos primitivos con la de humanos actuales, es posible que la influencia de este dato fuera muy limitada.
- Los datos estadísticos solo existen desde los últimos dos o tres siglos, incluso en el siglo XVIII pocos gobiernos se dedicaban a realizar un censo de población exacto. Por esto, cualquier dato antes de este siglo es una estimación que podría variar hasta en decenas de millones de personas.
- Es posible que 40 % de las personas que han nacido, no hayan pasado del primer año de vida. Determinar la esperanza de vida de épocas pasadas es muy difícil.

### Otros términos demográficos
- Población stock o efectivos demográficos. Es una población dada en un momento concreto, por lo general un año censal. En ella se integrarían los conceptos de:
  - Población de hecho o de facto. Es la compuesta por presentes y transeúntes. Suele ser el denominador en los principales algoritmos para calcular tasas.
  - Población de derecho o de jure. Aquella compuesta por los empadronados, tanto los presentes como los ausentes.
- Índice de natalidad: Es una cifra que nos indica cuantos niños nacen entre mil habitantes, cada año, en un determinado lugar.
- Índice de mortalidad: es el número de personas que han muerto cada mil habitantes de un lugar, en un año.
- Tasa bruta de natalidad
- Tasa bruta de mortalidad
- Tasa de crecimiento demográfico
- Tasa de fecundidad general
- Tasa de fertilidad
- Tasa global de fecundidad